# Prirodnina
Prirodnina je koji je oznaka za proizvode prirode. Ivan Kukuljević Sakcinski prvi je u hrvatskom jeziku uporabio tu riječ u djelu Glasoviti Hrvati prošlih vjekova iz 1886. godine. U časopisu Polimerima prvi je put uporabljen 2003. godine u članku Igora Čatića Zašto je moguć korjenit razvoj materijala, a samo inovativni proizvodnih postupaka i proizvoda. Zakon o zaštiti prirode Republike Hrvatske iz 2003. definira prirodninu kao svaku izvornu sastavnicu prirode (npr. biljku, životinju, mineral, fosil, vodu, tlo i ino). Uobičajeno se prirodninu naziva sirovinom, prirodnom neprerađenom tvari. Prirodnina je jedan od tri pojma koja su potrebna za proširenu sistematizaciju polimera. Druga dva pojma su uzgojina i sintezina.
To je zbog uvođenja kriterija podrijetla osnove kao ulaza u proces te tako prirodnine ili uzgojine omogućuju preciznije podijeliti polimere. Razlog je što klasični kriterij podjele polimera posljedicom je kulturologijske raščlambe uporabe uzgojina za plastiku i gorivo. Odnosno, neko tehničko rješenje procijenjeno je po društvenom kriteriju. Takva podjela na prirodne i sintetske, a prirodni mogu biti nemodificirani i modificirani jest neprecizna i potrebno ju je napustiti. Podjelom prema podrijetlu osnove na ulazu u proces moguće je razlikovati modificirane polimere i sintetske polimere.